# 히타역
히타역(일본어: 日田駅)은 일본 오이타현 히타시에 있는 규슈 여객철도 규다이 본선의 역이다. 히타히코산 선의 시·종착역이다. 단선 · 섬식의 형태를 합친 2면 3선 구조의 복합 승강장을 갖춘 지상역이다.

## 타는 곳
| 1     | ■ 규다이 본선   | (상행) | 구루메 방면          |
| 2 · 3 | ■ 규다이 본선   | (하행) | 유후인 · 오이타 방면 |
| 2 · 3 | ■ 히타히코산 선 | (상행) | 다가와고토지 방면    |

## 이용 현황
- 2011년도 1일 평균 승차 인원 : 896명

| 승차 인원 추이 | 승차 인원 추이    |
| 연도           | 1일 평균 이용객수 |
| -------------- | ----------------- |
| 2000           | 1,363             |
| 2001           | 1,278             |
| 2002           | 1,250             |
| 2003           | 1,210             |
| 2004           | 1,143             |
| 2005           | 1,074             |
| 2006           | 1,049             |
| 2007           | 1,015             |
| 2008           | 999               |
| 2009           | 923               |
| 2010           | 918               |
| 2011           | 896               |

## 역 주변
- 히타 시청
- 히타 시민회관
- 히타 온천
- 호텔 루트인

## 역사
- 1928년 12월 24일 : 일본 철도성(일본국유철도)의 히타역으로서 개업.
- 1987년 4월 1일 : 일본국유철도 분할 민영화에 의해 규슈 여객철도가 승계.

## 인접 역
| 규다이 본선          | 규다이 본선     | 규다이 본선            |
| -------------------- | --------------- | ---------------------- |
| 데루오카 구루메 방면 | ■ 규다이 본선   | 분고미요시 오이타 방면 |
| 히타히코산 선        |                 |                        |
| 데루오카 조노 방면   | ■ 히타히코산 선 | 시·종착역              |